# Expedición 39
La Expedición 39 fue la 39.ª estancia de larga duración en la Estación Espacial Internacional. Fue la primera ocasión en que la ISS estuvo bajo el mando de un astronauta japonés, el veterano Koichi Wakata. Después de la Expedición 21 en 2009 y la Expedición 35 en 2013, también fue la tercera ocasión en que una tripulación de la ISS no estuvo dirigida por un astronauta de la NASA ni cosmonauta de la RSA.

## Tripulación
| Posición             | Primera parte (marzo de 2014)                   | Segunda parte (marzo de 2014 a mayo de 2014)    |
| -------------------- | ----------------------------------------------- | ----------------------------------------------- |
| Comandante           | Koichi Wakata, JAXA Cuarto vuelo espacial       | Koichi Wakata, JAXA Cuarto vuelo espacial       |
| Ingeniero de vuelo 1 | Richard Mastracchio, NASA Cuarto vuelo espacial | Richard Mastracchio, NASA Cuarto vuelo espacial |
| Ingeniero de vuelo 2 | Mikhail Tyurin, RSA Tercer vuelo espacial       | Mikhail Tyurin, RSA Tercer vuelo espacial       |
| Ingeniero de vuelo 3 |                                                 | Aleksandr Skvortsov, RSA Segundo vuelo espacial |
| Ingeniero de vuelo 4 |                                                 | Oleg Artemyev, RSA Primer vuelo espacial        |
| Ingeniero de vuelo 5 |                                                 | Steven Swanson, NASA Tercer vuelo espacial      |

FuentesJAXA, NASA, ESA